# Сілао Мало
Сілао Мало (англ. Silao Malo, самоан. Silao Malo, 30 грудня 1990) — самоанський футболіст, що грає на позиції півзахисника. Відомий за виступами у низці самоанських клубів та у збірній Самоа.

## Клубна кар'єра
Сілао Мало розпочав виступи на футбольних полях у 2010 році в команді «Валіїма Ківі», у якій грав до 2013 року. Протягом 2013—2014 років грав у складі команди «Лупе Оле Соага», після чого повернувся до складу «Валіїма Ківі». З 2016 року Мало грає у складі команди «Ваїмосо».
З 2010 року Сілао Мало грав у складі збірної Самоа. У складі команди був учасником Кубка націй ОФК 2012 року, на якому відзначився забитим м'ячем, та Кубка націй ОФК 2016 року. У складі першої збірної країни виступав до 2016 року, зігравши у її складі 11 матчів.